# Absurd
"Absurd" (estilizada como "ABSUЯD" e anteriormente chamada "Silkworms") é uma canção da banda americana de hard rock Guns N' Roses, lançada como single em 6 de agosto de 2021 e incluída no EP Hard Skool, lançado em 25 de fevereiro de 2022. A canção marca o primeiro lançamento de material inédito do grupo desde o álbum Chinese Democracy em 2008 e a primeira nova faixa a incluir o guitarrista Slash e o baixista Duff McKagan desde o lançamento de "Sympathy for the Devil" em 1994.
A canção foi originalmente composta por Axl Rose, Dizzy Reed e o então membro Chris Pitman durante as sessões de Chinese Democracy. Inicialmente intitulada "Silkworms", foi apresentada ao vivo pela primeira vez em 2001 no House of Blues de Las Vegas, durante a turnê mundial Chinese Democracy, mas não foi incluída no álbum homônimo por diferenças conceituais, sendo considerada pelo tecladista Chris Pitman como "uma faixa à frente de seu tempo", apesar da sua recepção.
Mais de 20 anos depois, já rebatizada como "Absurd", a canção foi totalmente regravada com contribuições inéditas de Slash, Richard Fortus e Duff McKagan, além da participação do ex-baterista Brain. A versão final apresenta elementos de hard rock, alt-metal, punk rock, rock industrial e rock eletrônico. No seu lançamento, foi acompanhada por um videoclipe 3D animado produzido pelo estúdio Creative Works. A música foi apresentada ao vivo pela primeira vez com o seu novo título em Boston, durante a turnê We're F'N' Back!.

## História

### Composição e primeira apresentação ao vivo (2001–2008)
A versão original foi composta durante as sessões do álbum Chinese Democracy com o título "Silkworms" (por vezes intitulada "Silk Worms") por Axl Rose, Dizzy Reed e pelo então tecladista da banda Chris Pitman. Ela foi apresentada ao vivo quatro vezes em 2001 durante a Chinese Democracy Tour, sendo a primeira vez no House of Blues de Las Vegas. Em 2008, pouco antes do lançamento de Chinese Democracy, Pitman falou sobre a canção numa entrevista, afirmando: "acabou se tornando uma faixa incrível que parecia com o Guns N' Roses de 10 ou 15 anos no futuro. Estava tão distante das outras músicas que tivemos que colocá-la noutro lugar. Conceitualmente, não se encaixava com Chinese Democracy. Esperamos ter outras músicas que combinem com esse tipo de som futurista. É uma faixa realmente empolgante porque se transforma em algo insano, mas estava tão adiantada que tivemos que esperar o tempo alcançá-la."

### Regravação e vazamentosonline(2018–2021)
Após o lançamento de Chinese Democracy, o vocalista Axl Rose afirmou que a música havia sido retrabalhada, agora com "muitas guitarras, várias baterias diferentes [e] o refrão foi removido". Não há certeza quanto ao período em que o vocal de Rose foi gravado, mas acredita-se que tenha sido no início da década de 2000. Também não se sabe ao certo se todos os atuais integrantes da banda participaram da gravação de estúdio, mas a canção foi totalmente regravada em 2021 com Slash e Richard Fortus nas guitarras e Duff McKagan no baixo. A canção conta ainda com a participação do ex-baterista da banda, Brain, com a gravação das baterias feitas há 20 anos. Duas gravações de estúdio diferentes da canção vazaram online em 2018 e 2019, respectivamente.

### Lançamento, apresentação ao vivo e EP (2021–2022)
Oficialmente lançada em 6 de agosto de 2021, foi produzida por Axl Rose e Caram Costanzo, este último também responsável pela gravação e mixagem da faixa. A canção marca o primeiro lançamento de material inédito em estúdio da banda desde o álbum Chinese Democracy em 2008, e a primeira nova faixa a incluir o guitarrista Slash e o baixista Duff McKagan desde o lançamento de "Sympathy for the Devil" em 1994. A composição final é oficialmente creditada a Axl Rose, Dizzy Reed, Slash e Duff McKagan. Em 3 de agosto de 2021, pela primeira vez, "Absurd" foi apresentada ao vivo no Fenway Park, em Boston, durante a turnê We're F'N' Back! e posteriormente lançada como single, em 6 de agosto de 2021. Rose a introduziu dizendo: "Alguns de vocês podem ter ouvido isso com outro nome, mas é realmente meio absurdo tentar isso. Não foi engraçado? E eles nem sabem a piada ainda. Certo, isso se chama 'Absurd'." Um videoclipe 3D animado também foi produzido, animado pelo estúdio Creative Works.
Após o lançamento como single, "Absurd" foi posteriormente incluída no EP Hard Skool, lançado em 25 de fevereiro de 2022. Este EP marcou o primeiro conjunto de gravações oficiais com os membros clássicos do Guns N' Roses — Rose, McKagan e Slash — em 29 anos. Além de "Absurd", o EP contém a faixa-título "Hard Skool" e versões ao vivo de "You're Crazy" e "Don't Cry", músicas originalmente lançadas no álbum de estreia "Appetite for Destruction" de 1987 e no álbum "Use Your Illusion I" de 1991, respectivamente.

## Estilo
A Alternative Nation comparou a versão vazada da música em 2018 às obras de Nine Inch Nails, Linkin Park e The Prodigy, afirmando que possui um ritmo eletrônico e industrial "muito característico do final dos anos 90/início dos anos 2000". Corey Irwin, do Ultimate Classic Rock, descreveu a versão ao vivo de 2021 como "uma das faixas mais pesadas do arsenal [do Guns N' Roses]", com "bateria explosiva e um ritmo frenético de punk rock", comparando os vocais de Axl Rose aos de Rage Against the Machine.
Ao discutir a versão de estúdio, Irwin observou que as influências eletrônicas de "Silkworms" haviam dado lugar a "solos de guitarra impactantes e baterias bombásticas". Stephen Hill, da Classic Rock, descreveu os vocais de Rose na música como "uma fusão de John Lydon e Jack Grisham do T.S.O.L.", comparando-os ao punk rock clássico. Hill também destacou semelhanças entre o interlúdio ambiente da música e as obras de Sigur Rós. O riff de abertura foi descrito por Hill como "um passo alt-metal" no estilo de Helmet ou Rollins Band, "se essas bandas estivessem tentando homenagear The Cult".

## Recepção
| Críticas profissionais | Críticas profissionais |
| Avaliações da crítica  | Avaliações da crítica  |
| Fonte                  | Avaliação              |
| ---------------------- | ---------------------- |
| AllMusic               | [ 28 ]                 |
| MusicBrainz            | [ 29 ]                 |
| Michael Ladano         | [ 30 ]                 |
| Album of the Year      | 26/75                  |
| Musicboard             | [ 32 ]                 |

Stephen Hill, da Classic Rock, fez uma análise positiva de "Absurd", destacando como a música faz a banda "soar genuinamente energizada, agressiva e cheia de uma energia barulhenta". Embora tenha reconhecido que alguns ouvintes possam se decepcionar por a música não soar como o "clássico" Guns N' Roses, ele também comentou que "realmente não há como eles - ou qualquer outra pessoa - superarem aquele legado". Após o lançamento, o Loudwire observou uma divisão entre os ouvintes, com alguns "curtindo a faixa" enquanto outros "não parecem tão entusiasmados com ela".
A revista Ultimate Classic Rock, num artigo que descreveu a música como a "mais estranha do Guns N' Roses", afirmou: "'Absurd' é audaciosa, de mau gosto e uma escolha absurdamente ilógica como single de retorno da formação parcialmente reunida da banda. Em outras palavras, é o clássico Guns N' Roses." Mais tarde, o mesmo site classificou a música como a pior do Guns N' Roses num ranking das suas 84 faixas, declarando: "'Absurd' tem todos os elementos que você esperaria numa nova música do GNR - gritos penetrantes de Axl Rose, guitarras pesadas de Slash e uma linha de baixo pulsante de McKagan. Pena que tudo isso foi jogado junto numa confusão irritante e sem forma."

## Créditos

### Guns N' Roses
- Axl Rose – vocal, composição, produção[9][18]
- Dizzy Reed – composição[9][19]
- Duff McKagan – baixo, composição[9][19]
- Richard Fortus – guitarra[14]
- Slash – guitarra, composição[9][19]

### Créditos adicionais
- Brain – bateria[9][19]
- Caram Constanzo – gravação, produção, mixagem[18][19]
- Chris Pitman – composição[9]